# Euskirchen (district)
Districtul Euskirchen este un district rural (Kreis) în landul Renania de Nord - Westfalia, Germania.

## Date geografice
Districtul se află în sud/vestul landului  Renania de Nord-Westfalia, la granița cu landul Renania-Palatinat și Belgia. Districtul Euskirchen ocupă o suprafață de  1.248,86 km², fiind amplasat la sud de regiunile Kölner Bucht, Jülich-Zülpicher Börde ca și Ville. La vest este limitat de regiunea Rureifel (districtul Düren),  Zitterwald (de la granița cu Belgia) valea lui Our și ramurile de nord a munților Eifel numit Schnee-Eifel (Eifelul cu zăpadă). La sud se află cursul superior al lui Kyll ca și primele ramuri muntoase a Munților Ahrului și păadurea ce aparține de Bad Münstereifel. Pe teritoriul districtului în nord se află localitățile Euskirchen, Weilerswist și Zülpich ținutul fiind o regiune de șes cu terenuri agricole. In partea de sud a districtului încep să se înalțe munții Eifel acoperiți de păduri care ocupă ca.  36,1 % din suprafața totală a districtului. Districtul Euskirchen are pe direcția nord-sud ca. 47 km iar pe direcția est-vest 42 km. Punctul cel  mai nordic al districtului este Forst Ville la sud de orașul  Brühl, cel mai de vest Hellenthal iar cel mai din sud se află în pădurea Bad Münstereifel în apropiere de Rheinbach. Cel mai înalt punct din regiune este pe vârful lui  Weißer Stein (Eifel) (692 m) lângă Udenbreth (Hellenthal) iar cel mai jos 108 m, la Cetatea Kühlseggen (Weilerswist).

## Ape curgătoare
Districtul este străbătut de râurile  Erft, Ahr, Kyll și Urft. Râurile Erft și Ahr se varsă direct în Rin, iar Kyll se varsă în Mosel și Urft în Rur, care se varsă la rândul lui în Maas.

## Localități
| Orașe 1. Bad Münstereifel (18.826 loc.) 2. Euskirchen (55.611) 3. Mechernich (27.441) 4. Schleiden (13.580) 5. Zülpich (20.092) | Comune 1. Blankenheim (8411) 2. Dahlem (4179) 3. Hellenthal (8422) 4. Kall (11.892) 5. Nettersheim (7843) 6. Weilerswist (16.341) |

## Vecini
Districtul Euskirchen se învecinează cu patru districte din landul Renania de Nord-Westfalia și cu trei districte rurale din landul Renania-Palatinat, și cu Belgia. Granița distrcitului are o lungume de 290 km. Dacă luăm din partea de nord de la vest la est vecinii sunt districtele Aachen (district), Düren (district), Rhein-Erft (district)  și Rhein-Sieg (district). Din partea de est spre sud-vest sunt districtele din Renania-Palatinat  Ahrweiler și Vulkaneifel ca și  Bitburg-Prüm. In sud-vest are graniță și cu Belgia (provincia Liège).